# No culpes al karma de lo que te pasa por gilipollas
No culpes al karma de lo que te pasa por gilipollas   es una película española dirigida por María Ripoll y protagonizada por Verónica Echegui, Álex García Fernández, David Verdaguer y Andreu Ayala.Es una adaptación de la novela homónima de Laura Norton. La película se estrenó el 11 de noviembre de 2016 bajo la productora Zeta Cinema. 

## Argumento
Sara (interpretada por Verónica Echegui), una joven madrileña que culpa al karma de su mala suerte decide convertirse en plumista. Pero su vida se vuelve un caos cuando, en la misma semana, llegan a su piso su padre recién separado y deprimido, su novio al que hace un año que no ve, un amigo del novio y su hermana junto a su prometido Aarón (interpretado por Álex García Fernández), que fue su amor del instituto.

## Reparto
- Verónica Echegui como Sara.
- Álex García Fernández como Aarón.
- Alba Galocha como Lu.
- David Verdaguer como Roberto.
- Jordi Sánchez como Arturo.
- James Williams como Eric.
- Elvira Mínguez como Úrsula.
- Cecilia Freire como Inma.
- César Maroto como Ismael.
- Lucía Caraballo como Sara en su adolescencia.
- Iván Montes como Aarón en su adolescencia.

## Premios

### 31.ª edición de los Premios Goya[6]
| Año  | Categoría                 | Nominados          | Resultado |
| ---- | ------------------------- | ------------------ | --------- |
| 2016 | Mejor diseño de vestuario | Cristina Rodríguez | Nominada  |